# David Lewis, 1. baron Brecon
David Vivian Penrose Lewis, 1. baron Brecon (ur. 14 sierpnia 1905 w Merthyr Tydfil, zm. 10 października 1976) – brytyjski samorządowiec i przedsiębiorca, członek Izby Lordów i poseł do Parlamentu Europejskiego.

## Życiorys
Syn właściciela kamieniołomu Alfreda Williama Lewisa i Elizabeth Mary Morgan. Do 16 roku życia kształcił się w Monmouth School. Następnie zajął się pracą w rodzinnym przedsiębiorstwie. Po 1964 ponownie działał w biznesie, m.in. pracował w nadawcy Television Wales and the West. Od 1973 do 1976 kierował Welsh National Water Development Authority.
Związał się z Partią Konserwatywną, kierował jej lokalnymi organizacjami, a od 1956 walijską odnogą Welsh Conservatives. Od 1938 do 1949 członek rady miejskiej i następnie wiejskiej Brecon. Zajmował stanowisko sędziego pokoju, a od 1971 wysokiego szeryfa Breconshire. W latach 1957–1967 sekretarz stanu przy ministrze stanu ds. Walii. W 1958 wykreowany dziedzicznym baronem Brecon, wszedł w skład Izby Lordów (po jego śmierci tytuł barona wygasł). W 1960 nominowany do Tajnej Rady Wielkiej Brytanii. Od stycznia do października 1973 oddelegowany do Parlamentu Europejskiego.
Od 1933 żonaty z Mabel Helen McColville, która także zasiadała w lokalnym samorządzie i została odznaczona Orderem Imperium Brytyjskiego III klasy. Mieli dwie córki.